# 수서차량사업소
수서차량사업소(水西車輛事業所)는 서울특별시 강남구 수서동과 자곡동에 걸쳐 있는 서울교통공사 수도권 전철 3호선의 소속 차량기지이다.

## 개요

### 배선도
차량기지 내에는 별도의 전철역이 없으며 인근 3호선 수서역과 연결선으로 이어져 있고 대화 방향 승강장 중 가장자리 선로(3번 승강장)는 수서차량사업소와 연결되어 수서역 출발 열차만 이용한다. 한국철도공사 351000호대 전동차, 신분당선 D000호대 전동차 도입 당시 복정역 사이에 연결선로를 놓아 반입하였으나, SRT 공사와 함께 철거되었다.

### 관리 차량
수도권 전철 3호선 전체 65대 중 28대를 관리한다.
서울교통공사 3000호대 VVVF 전동차: 321편성~349편성 (28대)

## 업무
- 서울교통공사 3000호대 VVVF 전동차 입·출고 검수관리. 경정비만 가능하고, 중정비는 지축차량사업소에 가서 한다.